# رافاييل غيرا راموس
رافاييل غيرا راموس (بالإسبانية: Rafael Guerra Ramos)‏ هو سياسي فنزويلي، ولد في 21 مايو 1930. حزبياً، نشط في Movimiento al Socialismo (Venezuela) ‏. وقد انتخب عضو مجلس نواب فنزويلا.